# Дороти Малоун
Дороти Малоун (на английски: Dorothy Malone) е американска актриса.

## Биография
Мери Дороти Малоуни  е родена на 29 януари 1924 година в Чикаго, Илинойс.  Тя е едно от петте деца, родени от Естер Ема „Елоиз“ Смит (1902 – 1983)  и съпруга ѝ Робърт Игнатиус Малоуни (1895 – 1985),  одитор на компания AT&T.  Двете ѝ сестри са починали при усложнения от полиомиелит. Когато тя е на шест месеца, семейството ѝ се премества в Далас.  Посещава Урсулин Академия (Ursuline Academy) в Далас и по-късно Южния методистки университет (Southern Methodist University). Първоначално тя обмисля да стане медицинска сестра. 
Докато играе в пиеса в Южния методистки университет , тя е забелязана от разузнавача на таланти Еди Рубин.  Малоун си спомня през 1981 г. „Бях начинаеща в драматургията, участвах в пиесите, продуцирани в гимназията и колежа. ...Направих няколко сцени с момче, което агентът беше намерил, и бяха направени снимки на сцените на момчето и на моите. Няколко седмици по-късно по пощата пристигна 13-седмичен договор с опция за шестгодишен вариант“.

### Кариера
Филмовата ѝ кариера започва през 1943 г., в ранните си години тя играе малки роли, главно в нискобюджетни филми, като изключение прави „Големият сън“ (The Big Sleep, 1946). След десетилетие тя променя имиджа си, особено след ролята си в„Написано на вятъра“ (1956), за която печели Оскар за най-добра поддържаща женска роля.
Кинокариерата ѝ достига своя връх в началото на 1960-те години, тя постига по-късен успех в телевизията с ролята на Констанс Макензи в сериала „Пейтън Плейс“ (Peyton Place, 1964 – 1968). По-малко активна е в по-късните си години, последната поява на екрана на Малоун е в „Първичен инстинкт“ (Basic Instinct, 1992).
Малоун има звезда на Холивудската алея на славата на 1718 Vine в секция кино. Тя е посветена на 8 февруари 1960 г. 

### Смърт
Малоун почива от естествена смърт на 19 януари 2018 г., 10 дни преди 94-тия си рожден ден, в сестрински център в Далас.

## Избрана филмография
| година | филм                    | оригинално заглавие | роля             | режисьор       |
| ------ | ----------------------- | ------------------- | ---------------- | -------------- |
| 1949   | Територията на Колорадо | Colorado Territory  | Джули Ан Уинслоу | Раул Уолш      |
| 1959   | Уарлок                  | Warlock             | Лили Долар       | Едуард Дмитрик |
| 1992   | Първичен инстинкт       | Basic Instinct      | Хейзъл Добкинс   | Пол Верховен   |